# Yoshinori Sakai
Yoshinori Sakai (坂井 義則, Sakai Yoshinori) est un athlète japonais, né à Miyoshi (Hiroshima) le 6 août 1945, jour du bombardement atomique d'Hiroshima, et mort le 10 septembre 2014 à Bunkyō.
Il fut le dernier porteur de la flamme olympique aux Jeux olympiques d'été de 1964.

## Biographie

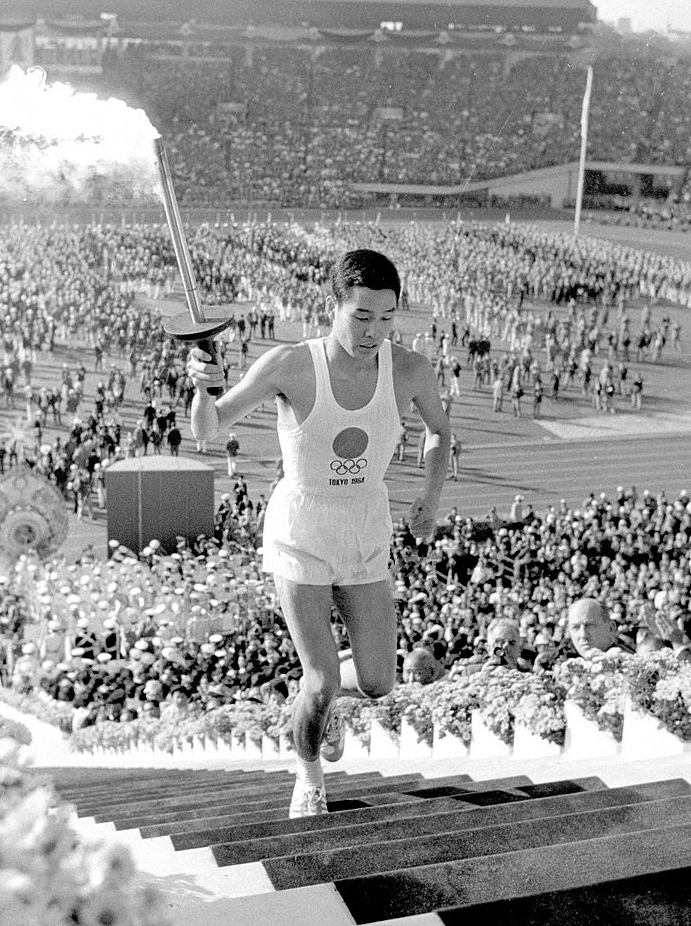
Yoshinori Sakai aux Jeux olympiques de 1964.

Yoshinori Sakai fut choisi pour symboliser la reconstruction japonaise et la paix. Il était alors membre du club d'athlétisme de l'université Waseda. Le jeune homme de dix-neuf ans est cornaqué pendant la cérémonie par Teruji Kogake (en), un recordman du monde de triple saut devenu entraîneur.
Après les Jeux olympiques, il remporte la médaille d'or au relais 4 × 400 m et l'argent au 400 m aux Jeux asiatiques de 1966 à Bangkok.
Il rejoint Fuji Television en 1968 comme journaliste et travaille essentiellement dans le domaine du sport. Il n'a jamais concouru aux Jeux olympiques.